# Амблер (Аляска)
Амблер (англ. Ambler, інупіак:Ivisaappaat) — місто (англ. city) в США, в окрузі Нортвест-Арктик штату Аляска. Населення — 274 особи (2020).

## Географія
Розташоване на північному березі річки Кобук, у місці впадання в неї річки Амблер, приблизно за 222 км на північний схід від міста Коцебу.
Амблер розташований за координатами 67°6′2″ пн. ш. 157°50′52″ зх. д. / 67.10056° пн. ш. 157.84778° зх. д. (67.100657, -157.847803).  За даними Бюро перепису населення США в 2010 році місто мало площу 27,26 км², з яких 23,26 км² — суходіл та 4,00 км² — водойми. В 2017 році площа становила 30,68 км², з яких 26,62 км² — суходіл та 4,06 км² — водойми.

### Клімат
| Клімат : Амблер         | Клімат : Амблер | Клімат : Амблер | Клімат : Амблер | Клімат : Амблер | Клімат : Амблер | Клімат : Амблер | Клімат : Амблер | Клімат : Амблер | Клімат : Амблер | Клімат : Амблер | Клімат : Амблер | Клімат : Амблер | Клімат : Амблер |
| Показник                | Січ.            | Лют.            | Бер.            | Квіт.           | Трав.           | Черв.           | Лип.            | Серп.           | Вер.            | Жовт.           | Лист.           | Груд.           | Рік             |
| Абсолютний максимум, °C | 2,8             | 3,3             | 4,4             | 11,7            | 29,4            | 33,9            | 33,3            | 29,4            | 23,9            | 7,8             | 3,9             | 1,7             | 33,9            |
| Середній максимум, °C   | −18,2           | −17,3           | −9,9            | −3,7            | 10,4            | 20,8            | 21,7            | 16,7            | 9,6             | −2,9            | −13,7           | −14,1           | 0,0             |
| Середня температура, °C | −22,9           | −23             | −16,6           | −10,3           | 4,6             | 13,5            | 15,2            | 11,2            | 4,8             | −6,8            | −17,7           | −18,7           | −5,5            |
| Середній мінімум, °C    | −27,7           | −28,7           | −23,3           | −16,8           | −1,3            | 6,3             | 8,7             | 5,7             | 0,1             | −10,8           | −21,8           | −23,3           | −11             |
| Абсолютний мінімум, °C  | −58,9           | −53,9           | −47,8           | −38,9           | −24,4           | −3,9            | 0,0             | −3,9            | −14,4           | −30,6           | −45             | −50             | −58,9           |
| Норма опадів, мм        | 29              | 29              | 23              | 40              | 38              | 34              | 68              | 114             | 110             | 44              | 14              | 42              | 585             |
| ----------------------- | --------------- | --------------- | --------------- | --------------- | --------------- | --------------- | --------------- | --------------- | --------------- | --------------- | --------------- | --------------- | --------------- |
| Джерело:                |                 |                 |                 |                 |                 |                 |                 |                 |                 |                 |                 |                 |                 |

## Демографія
Згідно з переписом 2010 року, у місті мешкало 258 осіб у 75 домогосподарствах у складі 54 родин. Густота населення становила 9 осіб/км².  Було 99 помешкань (4/км²).
Расовий склад населення:
| - 84,5 % — корінних американців - 11,2 % — білих - 0,4 % — чорних або афроамериканців |

До двох чи більше рас належало 3,9 %. Частка іспаномовних становила 0,0 % від усіх жителів.
За віковим діапазоном населення розподілялося таким чином: 36,4 % — особи молодші 18 років, 55,1 % — особи у віці 18—64 років, 8,5 % — особи у віці 65 років та старші. Медіана віку мешканця становила 28,7 року. На 100 осіб жіночої статі у місті припадало 103,1 чоловіків;  на 100 жінок у віці від 18 років та старших — 100,0 чоловіків також старших 18 років.
Середній дохід на одне домашнє господарство  становив 59 109 доларів США (медіана — 42 344), а середній дохід на одну сім'ю — 60 187 доларів (медіана — 42 188). Медіана доходів становила 51 875 доларів для чоловіків та 35 625 доларів для жінок. За межею бідності перебувало 21,4 % осіб, у тому числі 32,7 % дітей у віці до 18 років та 16,0 % осіб у віці 65 років та старших.
Цивільне працевлаштоване населення становило 98 осіб. Основні галузі зайнятості: публічна адміністрація — 24,5 %, транспорт — 13,3 %, роздрібна торгівля — 12,2 %, освіта, охорона здоров'я та соціальна допомога — 12,2 %.

### Перепис 2000
За даними переписом 2000 року населення міста становило 309 осіб. Расовий склад: корінні американці  — 84,79 %; білі  — 12,94 %; афроамериканці  — 0,32 %; представники двох і більше рас  — 1,94 %. Частка осіб у віці молодше від 18 років  — 41,7 %; осіб старших за 65 років  — 7,1 %. Середній вік населення  — 22 роки. На кожні 100 жінок в середньому припадає 102,0 чоловіків; на кожні 100 жінок у віці старше 18 років припадає 95,7 чоловіків.
З 79 домашніх господарств в 54,4 %  — виховували дітей віком до 18 років, 45,6 % представляли собою подружні пари, які спільно проживають, 25,3 %  — жінки без чоловіків, 19,0 % не мали родини. 16,5 % від загальної кількості господарств на момент перепису жили самостійно, при цьому 3,8 % склали самотні літні люди у віці 65 років та старше. В середньому домашнє господарство ведуть 3,91 осіб, а середній розмір родини  — 4,33 осіб.
Середній дохід на спільне господарство  — $43 500; середній дохід на сім'ю  — $43 571.

## Транспорт
У місті розташований аеропорт Амблер. Ніяких доріг, що зв'язують Амблер з іншими частинами штату, немає.